# Szymon Czapiewski
Szymon Czapiewski (ur. 19 maja 1989 w Bydgoszczy) – polski lekkoatleta specjalizujący się w wielobojach.

## Kariera sportowa
Syn trenera lekkoatletyki Wiesława Czapiewskiego. Na początku swojej kariery zajął dwudziestą lokatę w ośmioboju podczas mistrzostw świata juniorów młodszych (2005) oraz był szesnasty w juniorskim dziesięcioboju na światowym czempionacie juniorów (2008). 
Stawał na podium mistrzostw Polski seniorów zdobywając dwa brązowe medale (Toruń 2011 i Białogard 2012). Medalista halowego czempionatu Polski ma w dorobku złoto (Spała 2012) oraz dwa brązowe krążki (Spała 2011 i Spała 2013). Zdobywał medale juniorskich mistrzostw kraju oraz mistrzostw Polski młodzieżowców (złoto w 2010 i srebro w 2011). 
Rekordy życiowe: siedmiobój (hala) – 5527 pkt. (26 lutego 2012, Spała); dziesięciobój (stadion) – 7472 pkt. (29 maja 2011, Toruń). 

## Osiągnięcia
| Rok  | Impreza                               | Miejsce   | Konkurencja   | Pozycja     | Wynik     |
| ---- | ------------------------------------- | --------- | ------------- | ----------- | --------- |
| 2005 | Mistrzostwa świata juniorów młodszych | Marrakesz | ośmiobój      | 20. miejsce | 5631 pkt. |
| 2008 | Mistrzostwa świata juniorów           | Bydgoszcz | dziesięciobój | 16. miejsce | 6765 pkt. |
| 2011 | Młodzieżowe mistrzostwa Europy        | Ostrawa   | dziesięciobój | 17. miejsce | 7128 pkt. |